# Гвеви
Гвеви (груз. ღვევი) — село в Грузии, на территории Тетрицкаройского муниципалитета края (мхаре) Квемо-Картли.

## География
Село находится в юго-восточной части Грузии, на левом берегу реки Вере, на расстоянии приблизительно 18 километров (по прямой) к северо-востоку от города Тетри-Цкаро, административного центра муниципалитета. Абсолютная высота — 1070 метров над уровнем моря.

## Население
По результатам официальной переписи населения 2014 года в Гвеви проживало 14 человек (5 мужчин и 9 женщин). В национальной структуре населения грузины составляли 92,9 %.
| Год  | Население, человек |
| ---- | ------------------ |
| 2002 | 52                 |
| 2014 | ↘ 14               |